# Cantone di Champagne-Mouton
Il Cantone di Champagne-Mouton era una divisione amministrativa dell'arrondissement di Confolens.
A seguito della riforma approvata con decreto del 20 febbraio 2014, che ha avuto attuazione dopo le elezioni dipartimentali del 2015, è stato soppresso.

## Composizione
Comprendeva i comuni di:
- Alloue
- Benest
- Le Bouchage
- Champagne-Mouton
- Chassiecq
- Saint-Coutant
- Turgon
- Le Vieux-Cérier